# Klaus Kanter

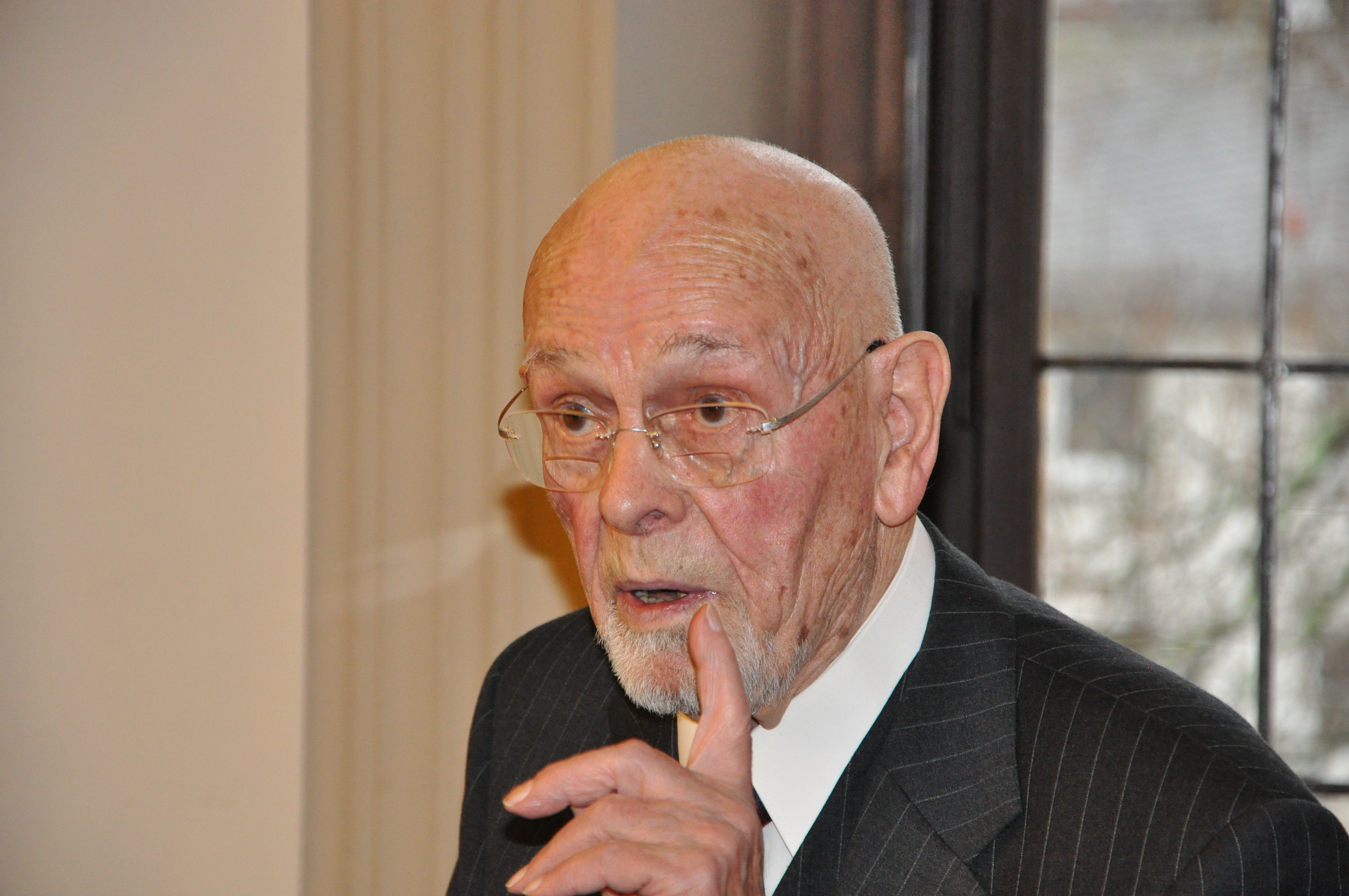
Rede zur Eintragung der Klaus-Kanter-Stiftung in das „Goldene Buch der Stiftungen der Stadt Frankfurt am Main“ 2012

Klaus Kanter (* 16. November 1922 in Ludwigshafen am Rhein; † 7. Juni 2020 in Frankfurt am Main) war deutscher Zahntechniker-Meister. In seiner aktiven Zeit war er von 1956 bis 1994 Standespolitiker für das Zahntechniker-Handwerk und Gründer der Klaus-Kanter-Stiftung.

## Leben

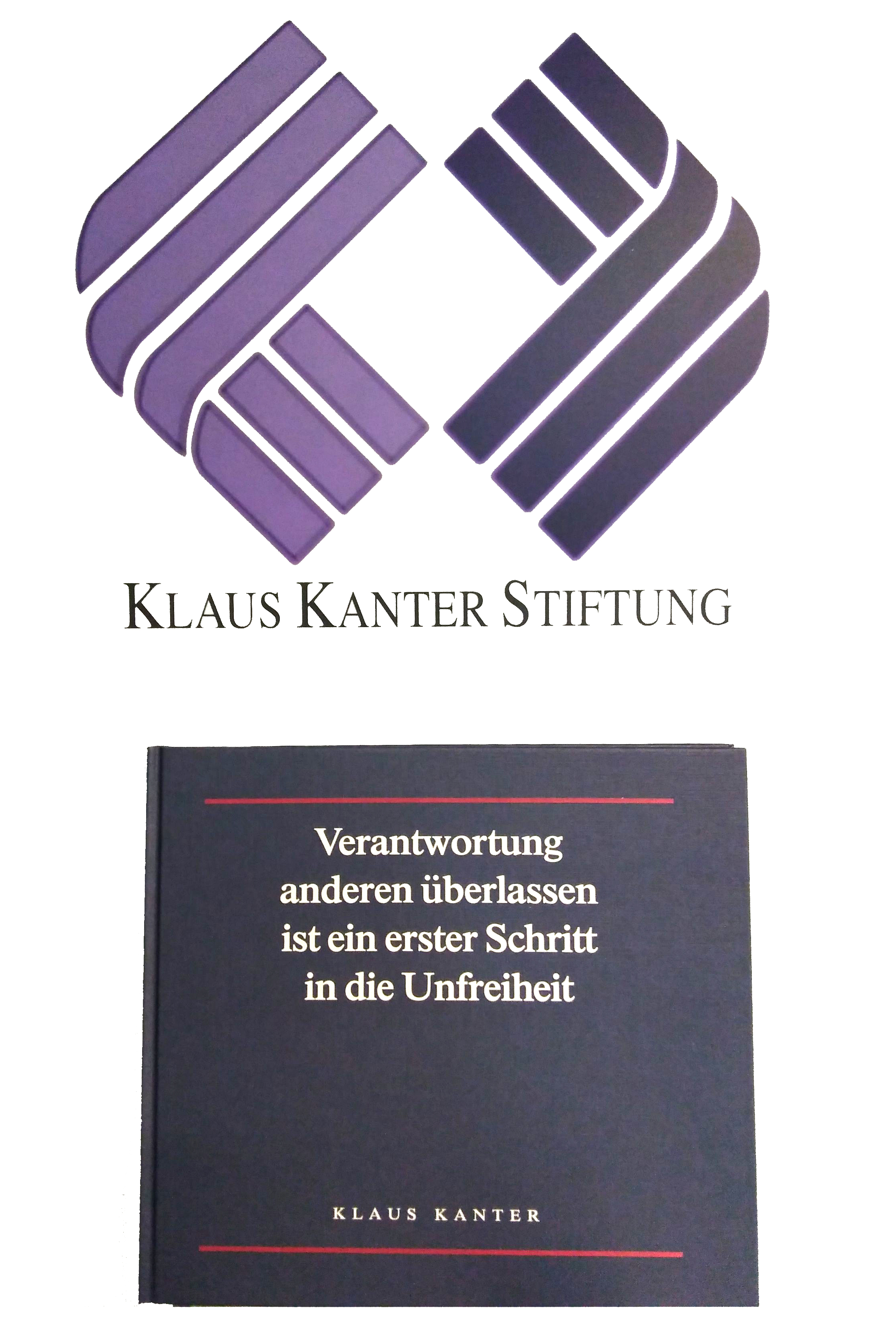
Verantwortung anderen überlassen, ist ein erster Schritt in die Unfreiheit von Klaus Kanter

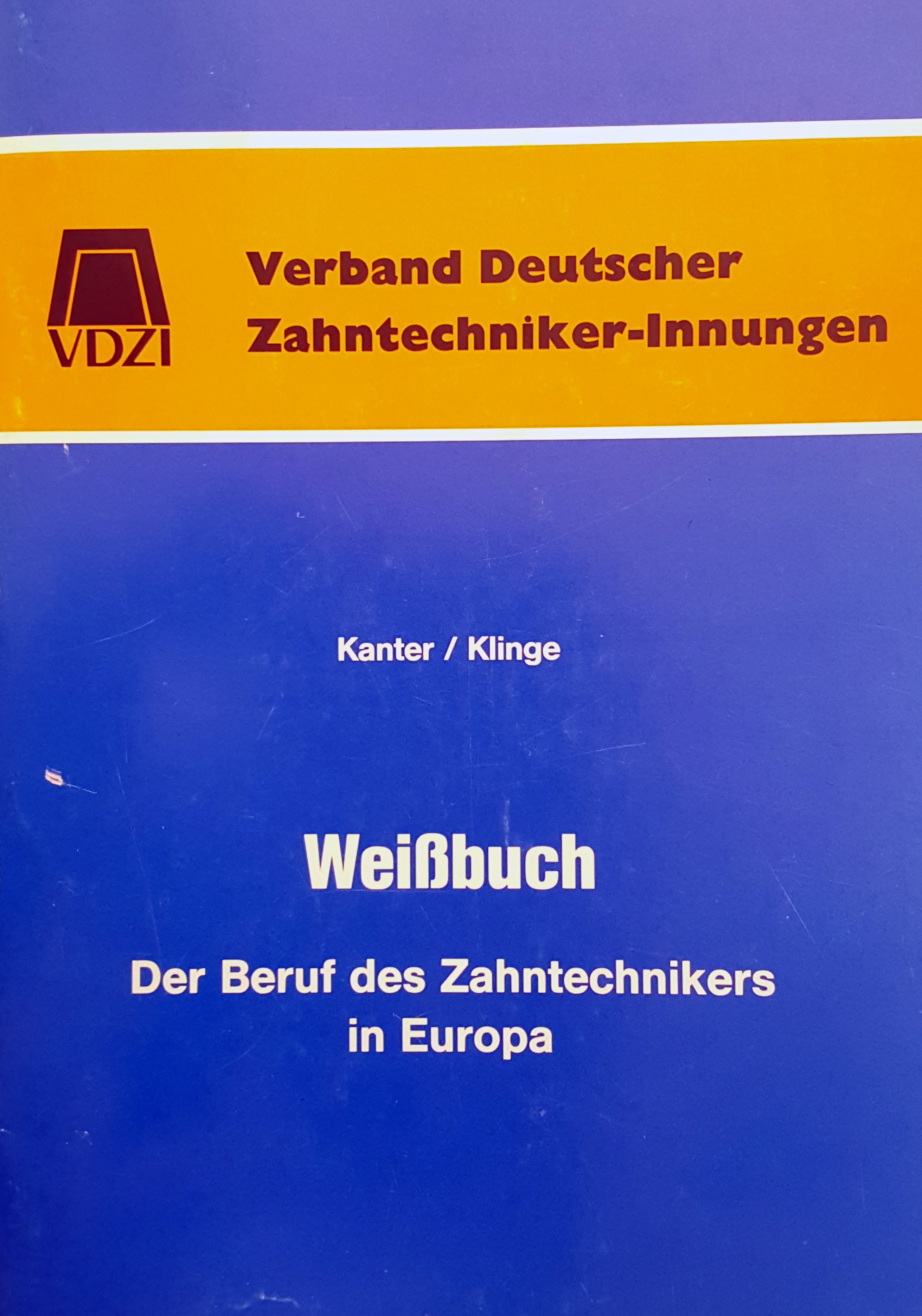
Weißbuch – Der Beruf des Zahntechnikers in Europa

1950 legte Kanter die Meisterprüfung im Zahntechniker-Handwerk ab und ging im gleichen Jahr nach Kolumbien. 1951 kehrte er zurück und nahm seine selbständige Tätigkeit in Frankfurt auf.
1956 gehörte er zu den Gründungsmitgliedern des Verbandes Deutscher Zahntechniker‑Innungen(VDZI) und war von 1956 bis 1979, 1981/82 und von 1991 bis 1994 Vorstandsmitglied. Von 1968 bis 1979 war Kanter Präsident des Verbandes – in diese Zeit fiel das Krankenversicherungs-Kostendämpfungsgesetz.
Von 1962 bis 1999 war er Obermeister der Zahntechniker‑Innung Rhein‑Main und von 1964 bis 1999 Landesinnungsmeister des Zahntechniker-Handwerks Hessen (LIVH). 1965 bis 1968 und von 1981 bis 1982 war er stellvertretender Bundesinnungsmeister dieses Gesundheitshandwerks.
Von 1973 bis 1981 und von 1989 bis 1991 war er Präsident des europäischen Verbandes zahntechnischer Laboratorien und von 1981 bis 1988 sowie von 1991 bis 1993 Vizepräsident.
1977 war Kanter als Präsident des VDZI und maßgeblicher Interessenvertreter der Zahntechniker bei deren Einbindung in die gesetzliche Krankenversicherung – damals noch RVO (Reichsversicherungsordnung).
1992 gründete Kanter die „Klaus-Kanter-Stiftung zur Förderung der meisterlichen Ausbildung und Qualifikation im Zahntechniker-Handwerk“.
Die Klaus-Kanter-Stiftung zeichnet seit 1994 jedes Jahr die beste praktische Meisterprüfungsarbeit im Bundesgebiet aus.
Die gemeinnützige Stiftung ist eingetragen im Goldenen Buch der Stiftungen in Frankfurt am Main.

## Auszeichnungen
- Großes Verdienstkreuz des Verdienstordens der Bundesrepublik Deutschland
- Bundesverdienstkreuz am Bande
- Bundesverdienstkreuz 1. Klasse
- Deutsches Handwerkszeichen in Gold
- Ehrenbrief des Landes Hessen
- Ehrenplakette der Handwerkskammer Frankfurt am Main
- Goldene Ehrenplakette des Zahntechniker‑Handwerks Baden
- Goldene Ehrennadel des Verbandes Deutscher Zahntechniker‑Innungen
- Goldene Ehrennadel der Zahntechniker Innung Berlin und der Zahntechniker‑Innung Kassel
- Ehrenplakette der Zahntechniker‑Innung Rhein‑Main
- Ehrenring der Zahntechniker‑Innung Rhein‑Main
- Ehrenmitglied der Zahntechniker‑Innung Niedersachsen, der Zahntechniker‑Innung Berlin, der Zahntechniker‑Innung Baden und der Zahntechniker‑Innung Thüringen
- Ehrenmitglied des Österreichischen Zahntechniker‑Handwerks
- Ehrenmitglied der Federacion Mexicana de Technicos de Prothesis

## Bücher
- Verantwortung anderen überlassen ist ein erster Schritt in die Unfreiheit. Herausgeber Zahntechniker-Innung-Rhein-Main, Frankfurt am Main, 1993
- Der Beruf des Zahntechnikers in Europa, Kanter/Klinge Weißbuch, Wirtschaftsgesellschaft des Verbandes Deutscher Zahntechnikerinnungen, Dreieich, 1991